# NGC 797
NGC 797 est une galaxie spirale barrée située dans la constellation d'Andromède. NGC 797 a été découverte par l'astronome germano-britannique William Herschel en 1786.

## Caractéristiques
Sa vitesse par rapport au fond diffus cosmologique est de 5 414 ± 17 km/s, ce qui correspond à une distance de Hubble de 79,9 ± 5,6 Mpc (∼261 millions d'al).
NGC 797 présente une large raie HI.